# Rivière Saint-Antoine
Rivière Saint-Antoine är ett vattendrag i Kanada.   Det ligger i provinsen Québec, i den sydöstra delen av landet, 190 km öster om huvudstaden Ottawa.
Runt Rivière Saint-Antoine är det ganska tätbefolkat, med 100 invånare per kvadratkilometer.